# Rudolf Fick
Rudolf Armin Fick (24. februar 1866 i Zürich-23. maj 1939 i Berlin) var en tysk anatom. Han var søn af Adolf Fick.
Fick studerede i Würzburg og ved andre tyske universiteter samt i Zürich og blev 1889 professor i anatomi i Würzburg, kaldtes 1892 til et ekstraordinært professorat i Leipzig, overtog det ordentlige i Prag 1905 og ansattes 1909 i Innsbruck som direktør for det anatomiske institut. I 1917 kaldtes han til Berlin. Fick skrev Ein neues Ophthalmometer (1888), Über der Form der Gelenkflächen (1890), Über der Arbeitsleistung der auf die Fussgelenke wirkende Muskeln (1892), Reifung und Befruchtung des Axolotleies (1893), Vergleichende Studien an einem erwachsenen Orang-Utan (I-II, 1895), Atemmuskulatur (1897), Gelenklehre (I-III, 1904-11), Vererbungssubstanz (1907) og Vererbungs- und Chromosomenfragen (1907). Han skrev senere grundlæggende arbejder over leddenes statik og mekanik, samt om leddenes og musklernes tilpasning til et givet arbejde.